# Assemblée générale de l'Union astronomique internationale de 2027
33e assemblée générale de l'Union astronomique internationale
La 33e assemblée générale de l'Union astronomique internationale se tiendra en août 2027 à Rome, en Italie.

## Organisateur
Rome, en Italie, a été sélectionnée lors de l'assemblée générale de 2021 pour organiser l'assemblée générale de 2027. Ce sera la troisième assemblée générale de l'Union astronomique internationale à se dérouler dans la capitale italienne, après celles de 1922 (1re assemblée générale de l'UAI) et de 1952 (8e).